# Jiang Huajun

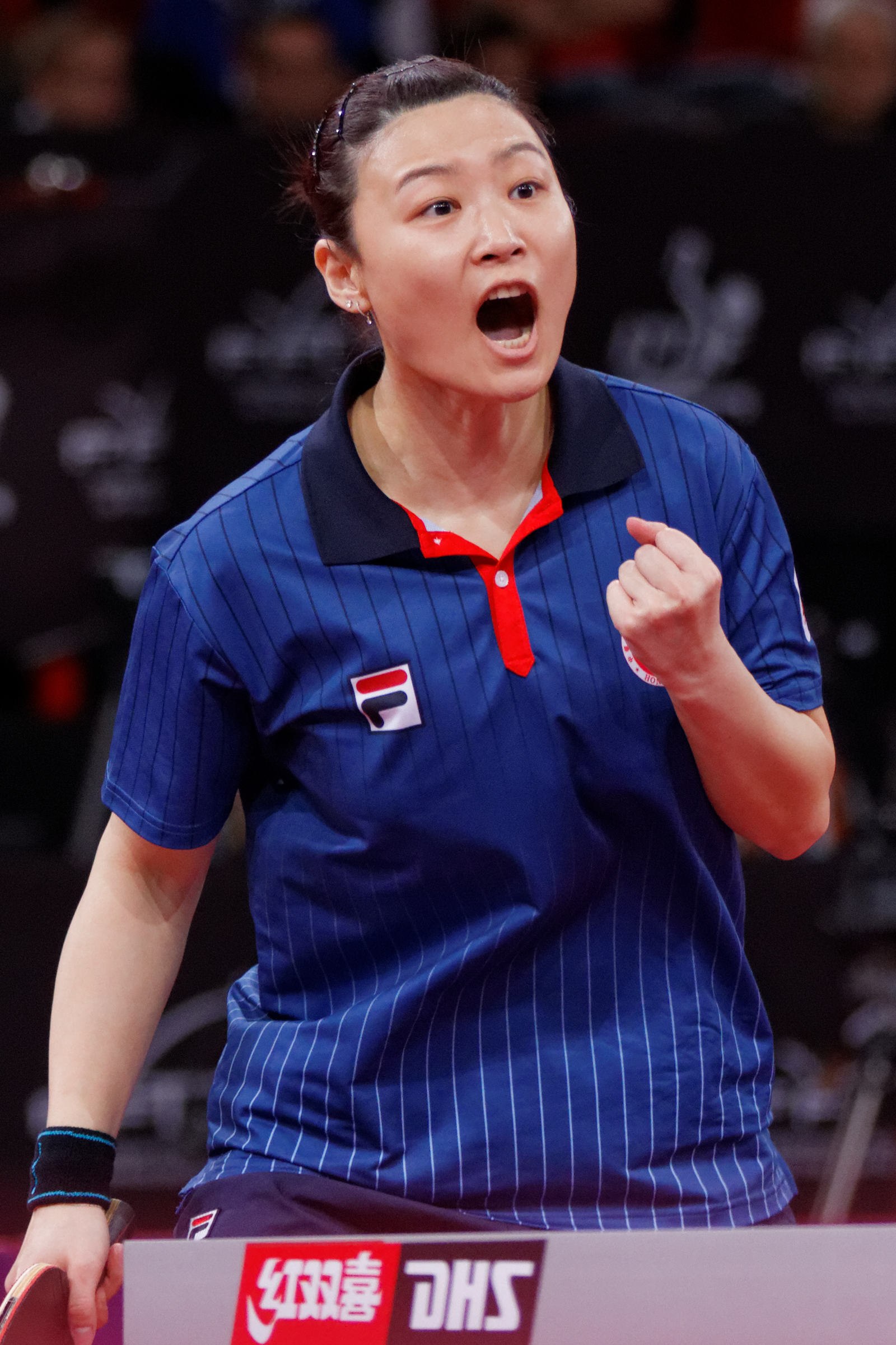
Mondial Ping 2013.

Jiang Huajun (Shandong, 8 oktober 1984) is een van oorsprong Chinese tafeltennisspeelster die sinds 2005 uitkomt voor Hongkong.
Ze won in 2007 de Azië Cup en schreef zowel in het enkel- als dubbelspel meerdere toernooien in het kader van de ITTF Pro Tour op haar naam. Op de wereldkampioenschappen in Kanton 2008 won ze met het nationale vrouwenteam een bronzen medaille, evenals samen met Tie Yana in het dubbelspel voor vrouwen op de wereldkampioenschappen 2009.
Huajun bereikte in juli 2007 (voor het eerst) haar hoogste positie op de ITTF-wereldranglijst, toen ze zevende stond.

## Sportieve loopbaan
Huajan maakte haar debuut in het internationale (senioren)circuit op de Azië Cup 2000, toen nog uitkomend voor China. Ze bereikte hierop ditmaal de kwartfinale. Tevens speelde ze van 2001 tot en met 2003 toernooien op de ITTF Pro Tour met een Chinees vlaggetje op haar tenue, waarbij ze vijf finales haalde en die op het Egypte Open in het dubbelspel won. In haar laatste seizoen als Chinese, trad Huajan ook opnieuw aan in de Azië-Cup en bereikte ditmaal de finale daarvan. Tegen haar - dan nog landgenote - Fan Ying moest ze genoegen nemen met zilver.
Toen Huajan speelgerechtigd was geworden om voor Hongkong uit te komen, keerde ze in 2005 terug in het internationale circuit, om daarin vervolgens nog een stap succesvoller te worden. Ze voegde samen met Tie Yana dubbelspelzeges op de Pro Tour toe aan haar palmares en won daarop in 2006 in Koeweit tevens haar eerste van meerdere toernooien in het enkelspel. In 2007 voor het eerst daarop uitkomend voor Hongkong, bleek op de Azië-Cup driemaal scheepsrecht. Huajan plaatste zich andermaal voor de finale en klopte nu Wang Yue Gu wel daarin.

## Erelijst
Belangrijkste resultaten:
- Brons dubbelspel vrouwen wereldkampioenschappen 2009 (met Tie Yana)
- Brons landentoernooi wereldkampioenschappen 2008
- Winnares Azië Cup 2007, verliezend finaliste in 2003

ITTF Pro Tour:
Enkelspel:
- Winnares Koeweit Open 2006
- Winnares Chili Open 2007
- Winnares Korea Open 2007
- Verliezend finaliste Korea Open 2002
- Verliezend finaliste Korea Open 2009

Dubbelspel:
- Winnares Egypte Open 2002 (met Li Nan)
- Winnares Chili Open 2008 (met Tie Yana)
- Winnares China Open 2008 (met Tie Yana)
- Verliezend finaliste Zweden Open 2001
- Verliezend finaliste Oostenrijk Open 2002 (met Li Nan)
- Verliezend finaliste Kroatië Open 2003 (met Bai Yang)
- Verliezend finaliste Chili Open 2007 (met Lin Ling)
- Verliezend finaliste Koeweit Open 2009 (met Tie Yana)